# Tatort: Der King
Der King ist ein Fernsehfilm aus der Fernseh-Kriminalreihe Tatort der ARD und des ORF. Der Film wurde vom HR produziert und am 11. Februar 1979 zum ersten Mal gesendet. Es ist die 96. Folge der Tatort-Reihe, der achte und letzte Fall für Kommissar Konrad (Klaus Höhne), der von seinem Assistenten Robert Wegener unterstützt wird. Konrad und Wegener ermitteln in einem Mordfall an einem Bestsellerautor.

## Handlung
Der Verleger Walter Schermann präsentiert anlässlich der Eröffnung der Frankfurter Buchmesse seinen Starautor Peter Hüttner, der seinen Bestseller vorstellt und gleichzeitig die Veröffentlichung eines neuen Buches mit dem Titel „Der King“ ankündigt. Hüttner, dessen Bücher fast immer auf fiktiven Handlungen beruhen, hält sich bedeckt und sagt lediglich, dass sein neues Buch ein „brisantes“ Thema haben werde. Nach der kleinen Feier im Anschluss bandelt Hüttner mit der jungen Gaby Möhlmann an. Dem Lektor des Verlags Dr. Offenbach missfällt dies, woraufhin es zu einer kleinen Auseinandersetzung zwischen Hüttner und Offenbach kommt. Da Hüttner betrunken mit dem Auto fahren will, nimmt Möhlmann ihm den Schlüssel weg. Trotzdem ist Hüttner mit seinem Wagen später verschwunden. Am nächsten Morgen finden zwei Jugendliche Hüttner tot in seinem Wagen auf. Er wurde zwischen Mitternacht und zwei Uhr nachts aus nächster Nähe durch einen Schuss ins Herz getötet. Da Hüttner in München wohnte, sucht Kommissar Lenz mit einem Kollegen dessen Witwe, die Schauspielerin Christa Hüttner, auf, um ihr die traurige Nachricht zu überbringen, doch diese ist verschwunden. Die Beamten suchen gemeinsam mit der Haushälterin die Villa ab und finden Christa Hüttner schließlich gefesselt und geknebelt im Haus vor.
Konrad befragt den Verleger Schermann auf der Buchmesse. Dieser erzählt Konrad von dem Flirt Hüttners mit Gaby Möhlmann und davon, dass Hüttner öfter ohne Wissen seiner Frau Frauenbekanntschaften hatte. Christa Hüttner sagt unterdessen vor Lenz und seinem Kollegen aus, dass der Angreifer von hinten kam und sie ihn nicht erkannt hatte. Der Angreifer war offensichtlich in die Villa eingebrochen, um Unterlagen ihres Mannes zu dessen neuem Buch zu stehlen. Schermann erzählt Konrad, dass Hüttner an einem Roman über einen Waffenhändler gearbeitet habe, der „Der King“ genannt wird. Das Buch sollte dessen Geschäfte beschreiben und ein unterhaltender Bestseller werden. Hüttner hätte Recherchen durchgeführt. Erste Informationen über das Projekt seien an die Öffentlichkeit gedrungen, insbesondere der Journalist Gaveck wirkte informiert bei seinen Nachfragen. Konrad und sein Assistent Robert Wegener suchen den reichen Frankfurter Geschäftsmann Königsmann auf, der von seinen Freunden auch „Der King“ genannt wird. Dieser sagt aus, dass er Hüttner kenne, er habe öfter Waffen für diesen besorgt, da Hüttner Hobbyschütze war. Von Hüttners Tod zeigt er sich überrascht und erschüttert. Hüttner hätte sich bei Königsmann über Waffenhandel informiert, doch er handle mit vielen Dingen. Königsmann zeigt sich kooperativ, den Titel von Hüttners Buch halte er für eine Geschmacklosigkeit, die er Hüttner aber nicht verüble. Da Königsmann hochkarätige Zeugen für sein Alibi nennen kann, verabschieden sich die Beamten. Königsmann instruiert anschließend seine Leute, ihn über die Ermittlungen der Polizei informiert zu halten.
Während die Beamten zum Lektor Dr. Offenbach fahren, werden sie von Königsmanns Männern verfolgt. Dr. Offenbach sagt aus, er sei aufs Land gefahren, um sich vom Streit mit Hüttner zu erholen. Die Dr. Offenbach bekannten Recherche-Materialien waren harmloser Natur. Dr. Offenbach war zeitweise als Ghostwriter von Hüttner tätig, wollte aber nunmehr selbst als Autor groß herauskommen, daher gab es Streit zwischen den beiden Männern. Eine Pistole, die Dr. Offenbach illegal von Hüttner erhalten hatte, wird von den Beamten beschlagnahmt. Schermann profitiert unterdessen vom Tod Hüttners, da das Interesse an dessen Buch enorm gestiegen ist. Wegener befragt Hüttners Ex-Frau von Cramer, die ebenfalls als Lektorin im Verlag Schermann arbeitet, doch diese gibt sich zugeknöpft. Auch sie habe eine Waffe von Hüttner geschenkt bekommen, diese aber nach ihrer Trennung weggeworfen.  Auf der Frankfurter Buchmesse treffen Konrad und Wegener ihren Kollegen Oberinspektor Marek aus Wien, der die Messe privat besucht. Für den Mordfall Hüttner gibt er Konrad den Rat, dass der Fall umso einfacher sei, je mehr Frauen darin involviert seien, weil ein Mann immer erkenne, wenn eine Frau lüge. Die ballistische Untersuchung der bislang eingesammelten Waffen ergibt, dass Hüttner mit keiner von ihnen erschossen worden ist. Christa Hüttner reist aus München an, Konrad befragt sie nach dem Überfall in ihrem Haus, doch sie kann sich an nichts erinnern.
Konrad reist nach Amsterdam, wo sich Hüttner im Zuge seiner Recherchen aufgehalten hatte. In Hüttners Hotel erhält er einen Hinweis auf die Firma Karena, bei der Hüttner gewesen sein soll, diese entpuppt sich als Bordell. Die Bordellbetreiberin gibt einen Hinweis auf Mosler aus Frankfurt, einem Mann aus dem Umfeld von Königsmann.
Dr. Offenbach wird unterdessen in seiner Wohnung in Frankfurt überfallen, ein Maskierter will von ihm Informationen über Hüttners unveröffentlichtes Buch. Der Unbekannte fragt ihn konkret, ob ein bestimmter Waffentyp eine Rolle spielt, und warnt, es wäre besser, wenn das Buch nicht erschiene. Wegener sucht unterdessen Gaby Möhlmann auf. Sie gibt an, seit einem Jahr ein Verhältnis mit Hüttner gehabt zu haben. Königsmann habe sie nicht kennen gelernt. Christa Hüttner sucht Königsmann unterdessen auf. Dieser zeigt sich erschüttert über den Tod Hüttners. Königsmann befragt sie zum Überfall und ob Unterlagen gestohlen worden seien. Doch sie kann die Frage nicht beantworten, da sie nichts über die Recherchen ihres Mannes weiß. Die Ehefrau von Verleger Schermann erhält einen anonymen Anruf. Der Anrufer gibt vor, zu wissen, wo sich Frau Schermann in der Mordnacht aufgehalten hat. Er kündigt an, sich wieder bei ihr zu melden. Als Konrad nochmals Frau Hüttner befragt, ruft der anonyme Anrufer auch dort an. Konrad lässt sich diesen geben und erkennt an der Stimme seinen Assistenten Robert Wegener. Als Konrad diesen zur Rede stellt, meint dieser, er habe die Reaktionen der verschiedenen Tatverdächtigen testen wollen. Wegener verdächtigt aufgrund der Reaktionen Offenbach und Frau Schermann. Konrad trifft sich mit Frau Schermann, die ihm eine wichtige Information machen möchte. Sie war in der Nacht, als Hüttner ermordet wurde, nicht zu Hause. Sie war zur Tatzeit mit Dr. Offenbach zusammen. Sie fühlte sich durch den anonymen Anruf Wegeners zu diesem Eingeständnis genötigt.
Unterdessen möchte Schermann, dass Dr. Offenbach das Buch Hüttners fertig schreibt. Er bietet ihm viel Geld und die Nennung als Co-Autor, da er möchte, dass das Buch möglichst zum Mordprozess, wenn der Mörder denn gefunden werde, als Hüttners Vermächtnis erscheine, was die Verkaufszahlen ankurbeln soll. Als Schermann und Offenbach das Verlagsgebäude verlassen, schießt ein Unbekannter auf Schermann. Wegener ist allerdings der Meinung, dass der Killer ihn nicht wirklich töten wollte. Der Schütze, der auf Schermann geschossen hat, hält sich später in der Villa von Königsmann auf, wo er von dessen Leuten erschossen wird. Er kann von der Polizei als Enrico Morosoni identifiziert werden, ein international gesuchter Berufskiller. Vor dem Eintreffen der Polizei hatte Königsmann Morosoni Fotos von sich zugesteckt. Königsmann zeigt sich Konrad gegenüber kooperativ und möchte ihm helfen. Doch Konrad macht ihm klar, dass er Königsmann misstraut und die gesamte Geschichte mit dem Killer für von Königsmann fingiert hält, um die Polizei in die Irre zu führen.
Konrad wird ins Präsidium gerufen. Frau Hüttner wurde vorgeladen, weil die Polizei neue Erkenntnisse hat. Die bayrischen Kollegen haben einen Tankstellenbetreiber aus der Nähe von Nürnberg ausfindig gemacht, bei dem Frau Hüttner in der Mordnacht getankt hatte. Sie gesteht schließlich, in Frankfurt gewesen zu sein und ihren Mann beobachtet zu haben, wie er sich mit einer anderen Frau getroffen hatte. Sie stellte ihn zur Rede. Hüttner sagte ihr, dass er bei jeder anderen Frau das finde, was sie ihm nicht geben könnte. Er war betrunken, holte eine Pistole heraus und hielt sie ihr hin. Er provozierte sie so lange, bis sie schließlich abdrückte. Frau Eglmayr, Hüttners Haushälterin, hat Frau Hüttner dann am nächsten Morgen gefesselt und geknebelt, um den Überfall auf Frau Hüttner vorzutäuschen. Königsmann vermittelt Christa, in die er verliebt ist, einen guten Anwalt, so dass sie wegen Totschlags in einem minderschweren Fall zu lediglich vier Jahren Freiheitsentzug verurteilt wird. Dr. Offenbach schreibt das Buch Hüttners nicht zu Ende.

## Einschaltquoten
Diese Folge erreichte bei ihrer Erstausstrahlung einen Marktanteil von 63,00 %.

## Kritik
Die Kritiker der Fernsehzeitschrift TV-Spielfilm beurteilten diesen Tatort als „Hausbacken, ohne den rechten Biss“.